# Serguéi Ikónnikov
Sergei Sergeevich Ikonnikov (translitera al cirílico Сергей Сергеевич Иконников) ( 1931 - 2005 ) fue un botánico ruso.

## Algunas publicaciones

### Libros
- 1963. Opredelitelʹ rasteniĭ Pamira. Volumen 20 de Trudy (Botanicheskiĭ institut (Akademii︠a︡ anh̄oi RSS Tojikiston). 280 pp.

- La abreviatura «Ikonn.» se emplea para indicar a Serguéi Ikónnikov como autoridad en la descripción y clasificación científica de los vegetales.[1]